# Surface Laptop
La Surface Laptop és un portàtil dissenyat per Microsoft com a part de la línia de dispositius Surface de l'empresa.
El portàtil va ser anunciat per l'esdeveniment #MicrosoftEDU per Microsoft el 2 de maig de 2017, al costat de Windows 10 S i una versió actualitzada del Surface Arc Mouse que inclou una gran superfície capacitiva. Disponible per a una comanda prèvia el mateix dia i es va començar a enviar el 15 de juny de 2017.

## Configuració
| Opcions de configuració de la Surface Laptop | Opcions de configuració de la Surface Laptop | Opcions de configuració de la Surface Laptop | Opcions de configuració de la Surface Laptop | Opcions de configuració de la Surface Laptop | Opcions de configuració de la Surface Laptop |
| Preus en USD                                 | CPU                                          | GPU integrada                                | RAM                                          | Emmagatzematge intern                        | Color                                        |
| -------------------------------------------- | -------------------------------------------- | -------------------------------------------- | -------------------------------------------- | -------------------------------------------- | -------------------------------------------- |
| 799                                          | Intel Core m3-7Y30 (1.0 to 2.6 GHz)          | HD 615                                       | 4 GB                                         | 128 GB                                       | P                                            |
| 999                                          | Intel Core i5-7200U (2.5 a 3.1 GHz)          | HD 620                                       | 4 GB                                         | 128 GB                                       | P                                            |
| 1099                                         | Intel Core i5-7200U (2.5 a 3.1 GHz)          | HD 620                                       | 8 GB                                         | 128 GB                                       | P                                            |
| 1299                                         | Intel Core i5-7200U (2.5 a 3.1 GHz)          | HD 620                                       | 8 GB                                         | 256 GB                                       | P B C G                                      |
| 1599                                         | Intel Core i7-7660U (2.5 to 4.0 GHz)         | Iris 640                                     | 8 GB                                         | 256 GB                                       | P B C G                                      |
| 2199                                         | Intel Core i7-7660U (2.5 to 4.0 GHz)         | Iris 640                                     | 16 GB                                        | 512 GB                                       | P B C G                                      |
| 2699                                         | Intel Core i7-7660U (2.5 to 4.0 GHz)         | Iris 640                                     | 16 GB                                        | 1TB                                          | P                                            |

 Platí   Borgonya   Blau cobalt   Or grafit 

## Característiques
- CPU de 7a generació Intel Kaby Lake.
- GPU Intel HD i Iris Graphics
- Teclat de tela Alcantara amb tecles retroil·luminades de 1,5 mm de viatge
- Sistema operatiu Windows 10S
- Pantalla PixelSense de 13,5 polzades amb una proporció de 3:2
- 14,5 hores de durada de la bateria
- SSD a 110,6 MBps
- Cambres de vapor integrades en l'acabat d'alumini

## Maquinari

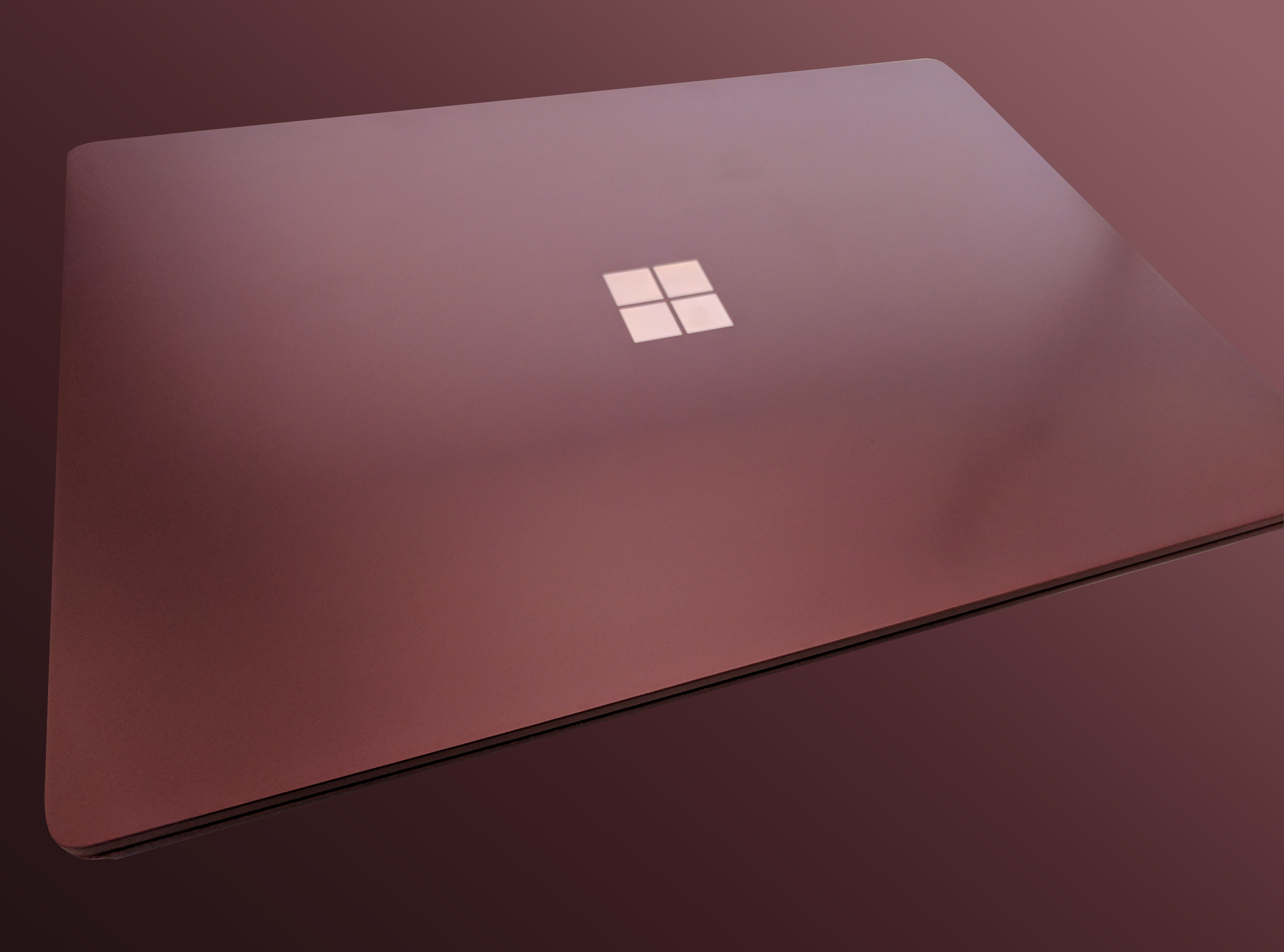
Versió de Borgonya del Surface Laptop

La Surface Laptop és la 5a incorporació a la línia Surface, seguint la Surface Pro, Surface Hub, Surface Book i Surface Studio. A diferència dels altres productes, la Surface Laptop s'adreça als estudiants. Microsoft exigeix una durada de bateria de 14,5 hores quan s'executa Windows 10S, però les proves suggereixen que la bateria es pot esgotar fins al 50% en només 2,5 hores. Es presenta en quatre colors: Platí, Or grafit, Borgonya i Blau de Cobalt segons es fa publicitat.
Té una pantalla "PixelSense" de 13,5 polzades a 2256×1504 amb una relació d'aspecte de 3:2. Disposa d'una pantalla tàctil de 10 punts juntament amb el suport del Surface Pen. A diferència d'altres ultraportàtils de Microsoft, aquest no presenta cap tipus de mecanisme de despreniment del teclat.
La Surface Laptop utilitza processadors "Kaby Lake" de la setena generació, tant amb les variants Intel Core i5 com i7. Utilitza Intel HD Graphics 620 a la versió Core i5, mentre que el model Core i7 utilitza  Intel Iris Plus 640.
Es poden comprar tres opcions de memòria principal: 4, 8 i 16 GB i tres opcions amb SSD: 128, 256 i 512 GB. No podran actualitzar-se en el futur. Els SSD tenen una velocitat de transferència de 110,6 Mbit/s, que és bastant lenta en comparació amb els seus competidors.
El Surface Laptop no es pot obrir sense destruir-lo, cosa que fa que sigui impossible de reparar o actualitzar ningú tret de Microsoft.
Disposa d'una bateria inamovible amb una capacitat de 45,2 Wh. La resta de peces s'enganxen o es solden.

## Programari
Els models de Surface Laptop s'utilitzen amb Windows 10 S, una edició limitada de funcions de Windows 10 amb restriccions a l'ús de programari que ara s'ha substituït per Windows 10 en mode S; els usuaris només poden instal·lar programari des de la Microsoft Store i la configuració del sistema està bloquejada per permetre només Microsoft Edge com a navegador web per defecte amb Bing com a motor de cerca, ja que la Windows Store està prohibida la pujada de navegadors web de tercers que utilitzin motors de disseny personalitzat.
Es pot actualitzar gratuïtament el dispositiu a Windows 10 Pro de franc, que elimina aquestes restriccions.

## Cronologia
Font: Microsoft Devices Blog